# Claude François Attiret

Claude-François Attiret, fue un escultor del Franco Condado, nacido el 14 de diciembre de 1728 en Dole y fallecido el 15 de julio de 1804 en la misma ciudad 

## Datos biográficos
Claude François Attiret perteneció a una dinastía de artistas de Dole particularmente activos en el siglo XVIII. Primo del pintor y misionero jesuita Jean Denis Attiret y del arquitecto Antoine Louis Attiret, recibió su formación en el taller familiar antes de ser alumno de Jean-Baptiste Pigalle. Admitido en la Academia de San San Lucas ((del francés: l'Académie de Saint-Luc) en París en 1760. Su carrera se dividió entre la capital francesa, el Franco Condado, así como la Borgoña, donde la clientela aristocratica le hizo importantes encargos (bajorrelieves del Castillo de Montmusard, de Plombières, hotel Buffon en Montbard, decoración de numerosos hoteles particulares en Dijon), sin olvidar los encargos públicos significativos (decoración del arco de triunfo, llamado Puerta Guillaume, en Dijon, fuente de la puerta de Arans en Dole).
También obtuvo reputación y prestigio después de que se le encargara en 1777 una serie de bustos de personajes famosos de Borgoña de los siglos XVII y XVIII. 
Su obra principal sigue siendo el busto llamado El investigador del espíritu - La chercheuse d'esprit (1774), basado en el título de la ópera cómica de Charles-Simon Favart.
El Museo de Bellas Artes de Dole le dedicó una gran retrospectiva en el año 2005.

## Obras seleccionadas

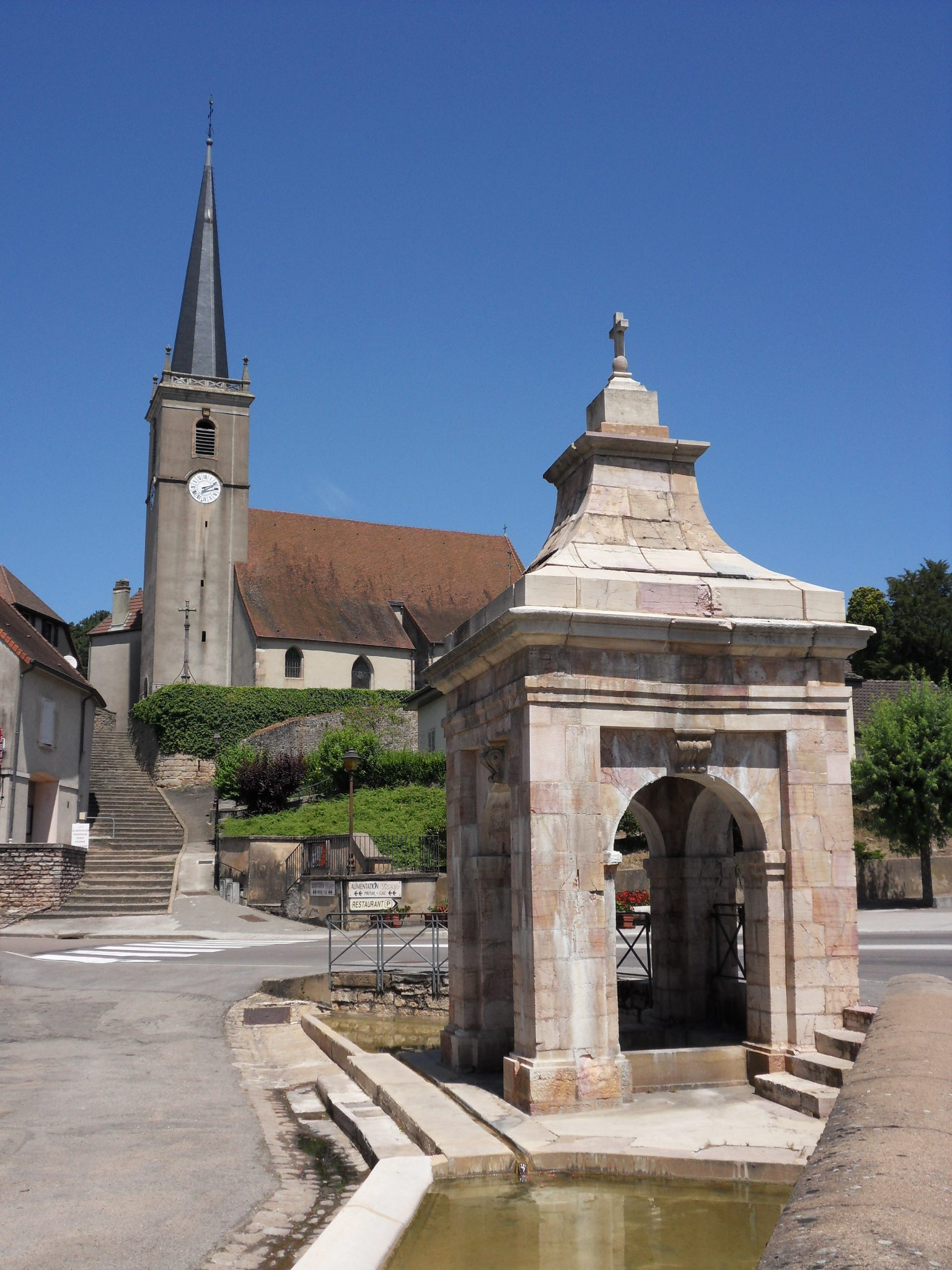
Moissey
La Fuente Attiret

Entre las mejores y más conocidas obras de Claude François Attiret se incluyen las siguientes:
- Aníbal impreca contra su destino - Annibal en imprécation contre sa destinée
- Busto de filósofo - Buste de philosophe
- Una estatua de Luis XVI (mármol, destruida en Dole durante la Revolución)
- Una fuente pública en Dole
- El investigador de la mente - La Chercheuse d'esprit (busto de terracota. En el Museo de Bellas Artes, Dijon)
- Busto de Bénigne Legouz de Gerland (en el Museo de Bellas Artes, Dijon)
- Las cuatro estaciones - Les Quatre Saisons (cuatro bajo relieves en piedra de Tonnerre. En el Museo de Bellas Artes de Dijon))
- Una estatua de un Júpiter del trueno - Jupiter tonnant(para el castillo de Bussy-Rabutin)
- Una estatua de Cibeles (para el castillo de Bussy-Rabutin)